# Hôtel de Felzins
Hôtel de Molinier
L’hôtel de Felzins, qui porta aussi les noms d’hôtel de Molinier et d’hôtel de Cathelan, est un hôtel particulier, situé au no 22 rue de la Dalbade, dans le centre historique de Toulouse. Construit au milieu du XVIe siècle pour le conseiller au Parlement Gaspard Molinier, il est ensuite la propriété de la famille de Cathelan entre 1601 et 1794. C'est alors qu'il passe à Raymond Dumas, puis à son beau-fils, M. de Felzins. Les élévations sont modifiées par ce dernier et par son fils au cours du XIXe siècle.
L'hôtel est représentatif des hôtels particuliers de la Renaissance toulousaine. Il est particulièrement remarquable pour son portail maniériste sur la rue de la Dalbade, au décor riche et exubérant, un des plus beaux de la ville. L'hôtel est classé aux monuments historiques en 1889.

## Histoire
L'hôtel est édifié dans le deuxième quart du XVIe siècle pour Gaspard Molinier, conseiller au Parlement de Toulouse entre 1537 et 1570, beau-frère de Jean de Boyssonné, docteur régent de l'université en 1537. Il réunit pour cela deux petites maisons contiguës. Il aménage ainsi un vaste hôtel particulier, qui s'organise autour d'une cour intérieure, avec un corps de bâtiment sur rue, un deuxième corps de bâtiment entre la cour et le jardin, et un petit logis au nord du jardin, relié par une tourelle d'angle. En 1552, les travaux sont presque achevés, car on travaille aux sculptures.
À la mort de Gaspard Molinier, en 1570, l'hôtel passe à son fils, Guillaume de Molinier, conseiller au présidial de Toulouse. Un an après sa mort, en 1600, la veuve de ce dernier, Marie de Ferrier, le vend à Jean de Cathelan, conseiller du roi et trésorier général pour la généralité de Languedoc. En 1630, l'hôtel passe à ses deux fils, Aymable et François de Cathelan. C'est finalement Aymable, conseiller au Parlement en 1635, marié la même année à la fille du vicomte de Saint-Geniès, Isabeau de Ciron, qui hérite de la totalité de l'hôtel en 1646. En 1679, il achète une partie de l'immeuble d'Étienne de Bonald, conseiller au Parlement, et fait construire un logis au nord du jardin.
L'hôtel reste dans la famille de Cathelan jusqu'à la Révolution française. En 1794, il est vendu à Raymond Dumas, ancien procureur au Parlement. Sa fille, qui hérite de l'hôtel, épouse Adolphe Dufau, baron de Felzins. Leur fils, Raymond Dufau de Felzins, fondateur et premier directeur de la Caisse d'épargne de Toulouse, engage d'importants travaux de restructuration de l'hôtel au XIXe siècle. En 1889, l'ensemble de l'hôtel est protégé au titre des Monuments Historiques. Une campagne de restauration du portail est menée en 2000-2001 par Bernard Voinchet, architecte des Monuments historiques.

## Description
L'hôtel se compose de plusieurs corps de bâtiment, à l'origine entre cour et jardin. L'édifice s’organise aujourd’hui autour de trois cours, le jardin ayant été transformé en cour au XVIIe siècle. Les matériaux employés sont la brique, la pierre et exceptionnellement le marbre : les jeux de polychromie sont recherchés sur l'ensemble des élévations du XVIe siècle et mettent en valeur l'architecture. En France, les façades enrichies de marbres se rencontrent d'ailleurs dans les demeures royales de la seconde moitié du XVIe siècle et de la première moitié du XVIIe siècle, mais peuvent aussi être employées dans les régions proches des voies de transport de marbres, comme celui des Pyrénées à Toulouse.
Le corps de bâtiment sur la rue de la Dalbade date du XVIe siècle, malgré des remaniements du XIXe siècle. Il s'ouvre par un portail, parfois attribué à Nicolas Bachelier, construit en 1556. Il est trop étroit pour laisser passer les carrosses, qui ne pourraient de toute façon pas manœuvrer dans la cour. Richement décoré, le  portail est encadré de deux paires de colonnes corinthiennes jumelées. Sa décoration est significative du style maniériste par l'exubérance de son traitement et son vocabulaire ornemental : bestiaire fantastique, jeux des reliefs, des matériaux et des couleurs. Il porte la date de sa construction et la devise stoïcienne, sustine et abstine. Le linteau de boiserie de la porte conserve de belles sculptures en bas-relief. Tout le portail affirme la richesse du commanditaire par son élévation entièrement en pierre avec des incrustations de marbre.
L'intérieur de l'hôtel a été profondément remanié au XIXe siècle. La première cour est très étroite et la distribution générale est permise par une tour d’escalier en fond de cour. La similitude des marbres du portail avec ceux de la frise de cette cour indique que les deux éléments auraient été réalisés durant la même campagne de travaux ou par le même sculpteur. Mais il ne reste de l'hôtel construit pour Gaspard Molinier que les deux arceaux surmontés de cabochons de marbres et la tour d'escalier. Les remaniements ont particulièrement affecté certaines baies, tandis que le passage entre les deux cours a été aménagé aux dépens de la salle de la belle cheminée.
Dans la deuxième cour, qui était autrefois le jardin, on estime que les travaux ont été réalisés autour des années 1550-1552. Trois corps de bâtiments en « U », construits à des époques différentes, du XVIIe siècle au XIXe siècle, viennent entourer cette cour, plus grande que la première. On trouve une fenêtre Renaissance et une tourelle d'angle en encorbellement. Une salle du rez-de-chaussée a conservé sa cheminée monumentale du XVIe siècle, de style Henri II. Elle porte, gravé au-dessus du bas-relief supérieur, qui représente le demi-dieu Hercule, les mentions Hercules Gallicus et Charitas nunquam excidit. Deux médaillons représentent des empereurs romains.
Une troisième cour se développe latéralement en fond de parcelle. Elle est entourée de deux corps de bâtiments en angle droit, eux aussi construits à des époques différentes.

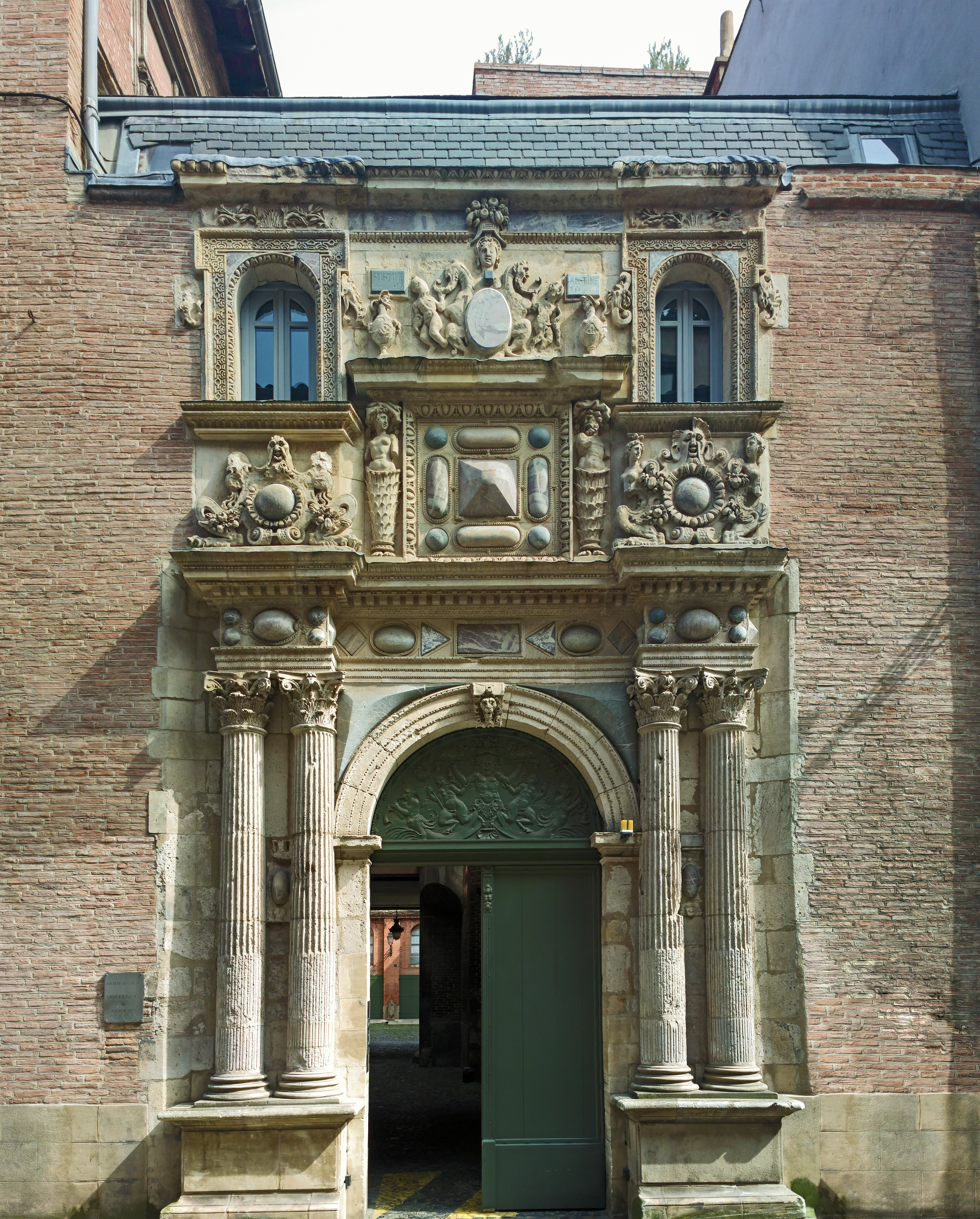
Portail d'entrée.
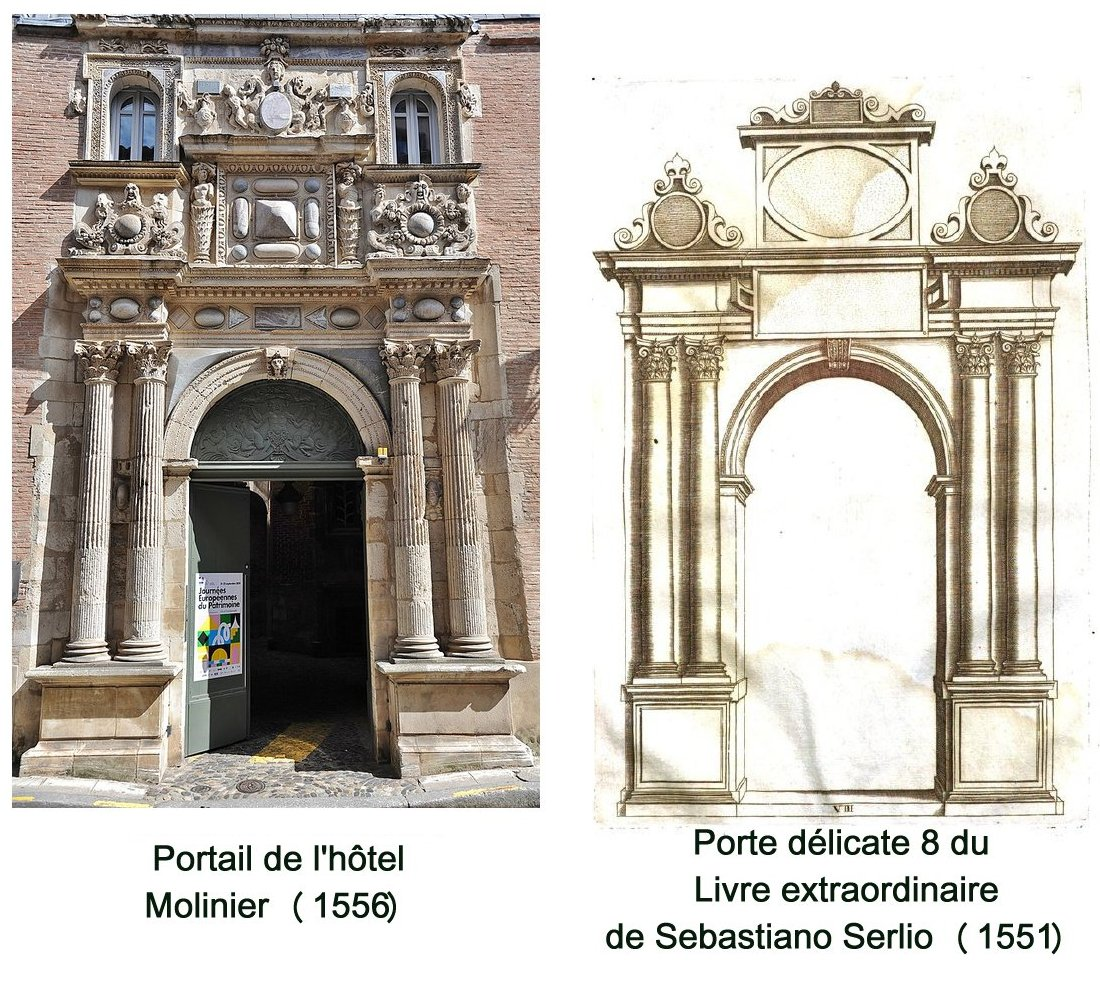
Montage montrant l'influence d'une gravure de Serlio.
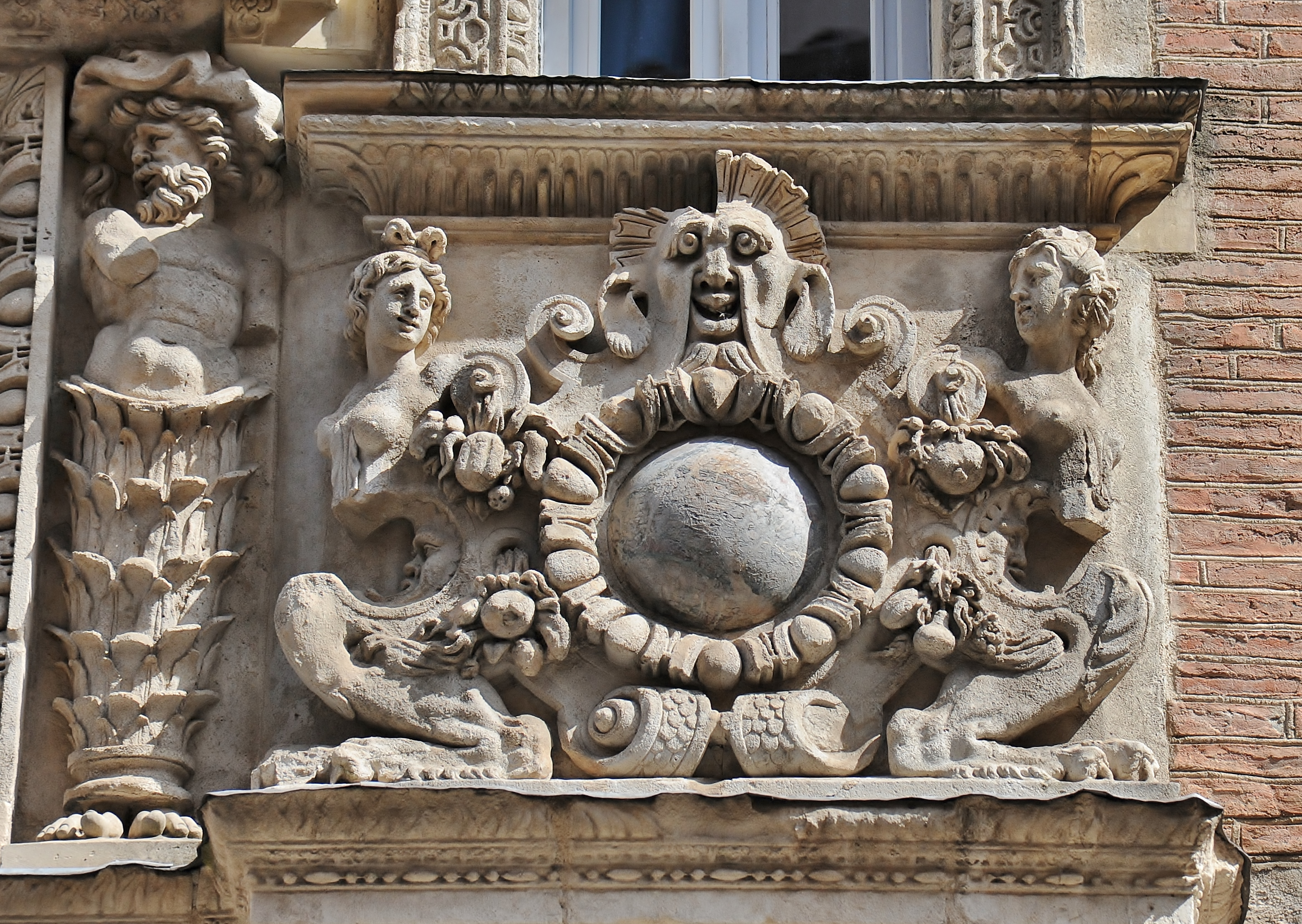
Détail du portail Renaissance.
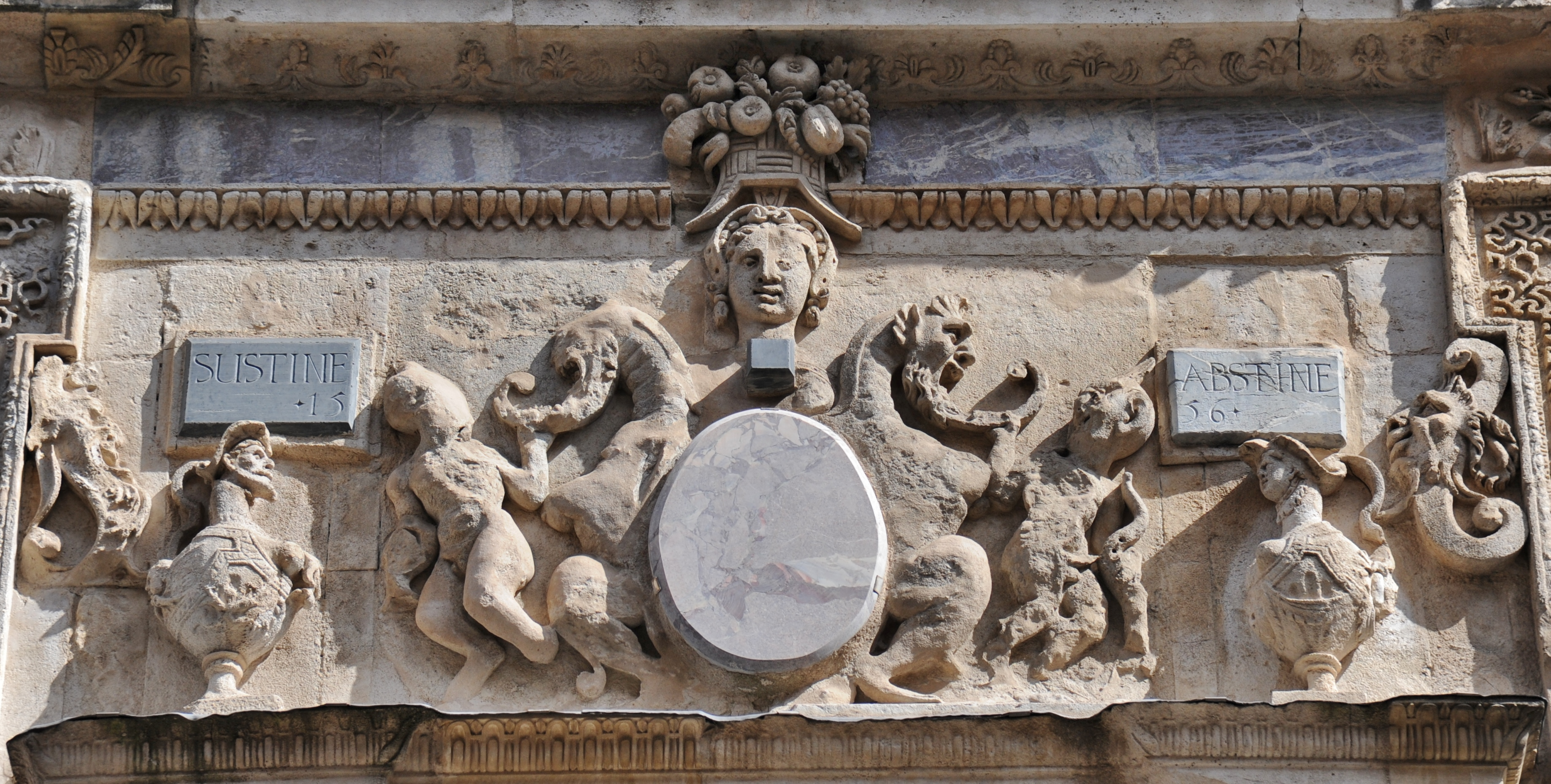
Détail du portail Renaissance avec la devise SUSTINE ABSTINE.
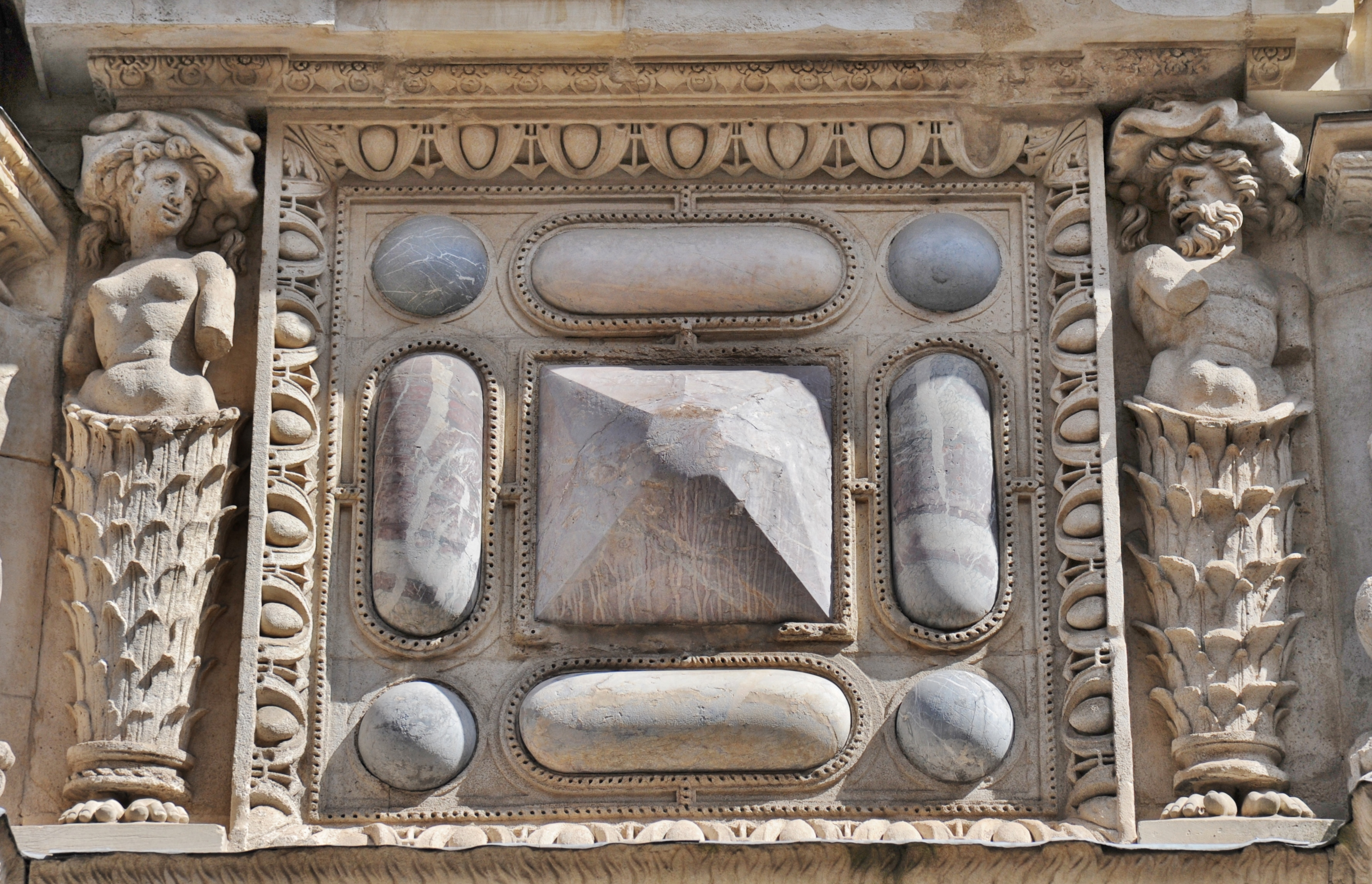
Détail du portail Renaissance.
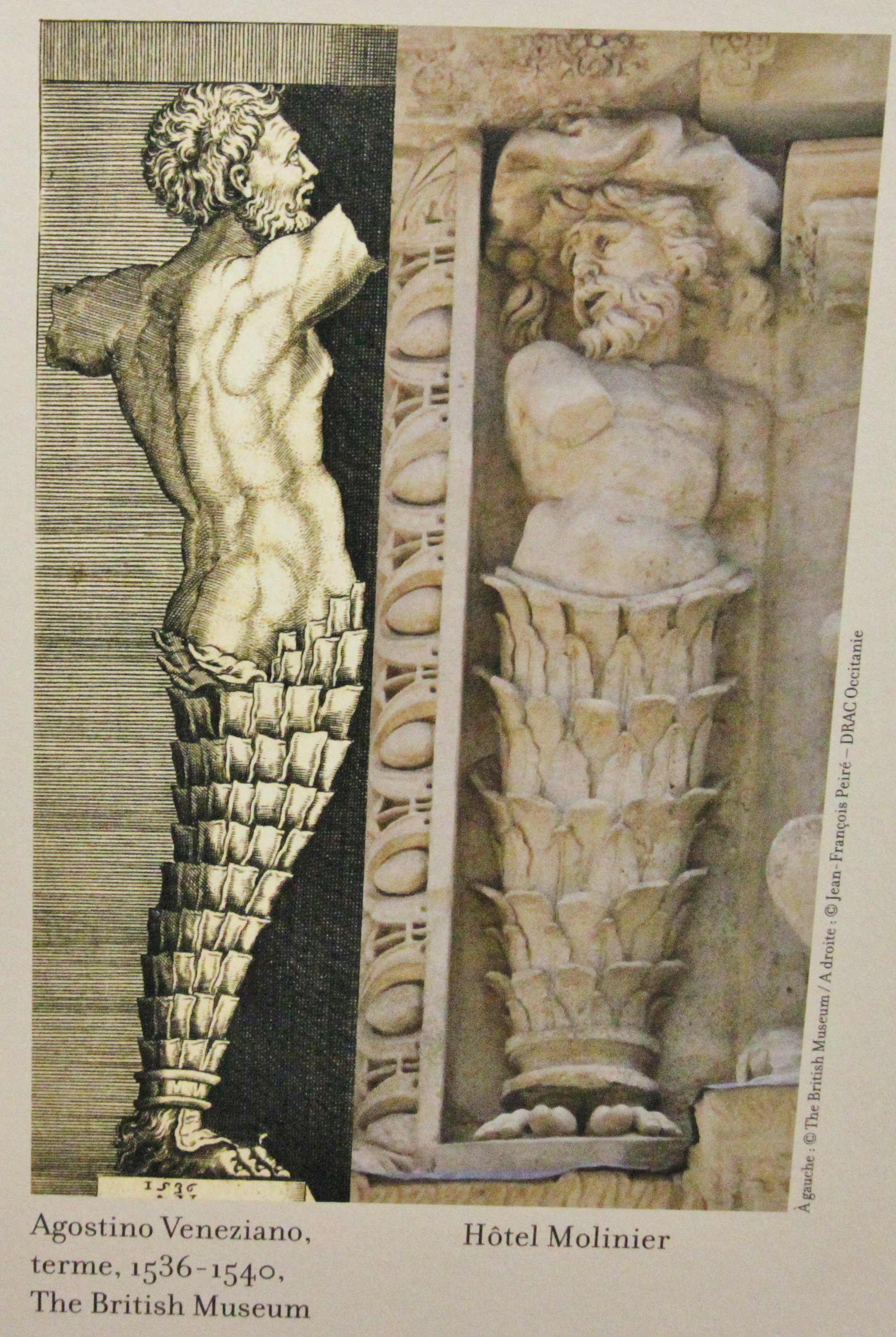
Une gravure de Veneziano a servi de modèle aux termes du portail.
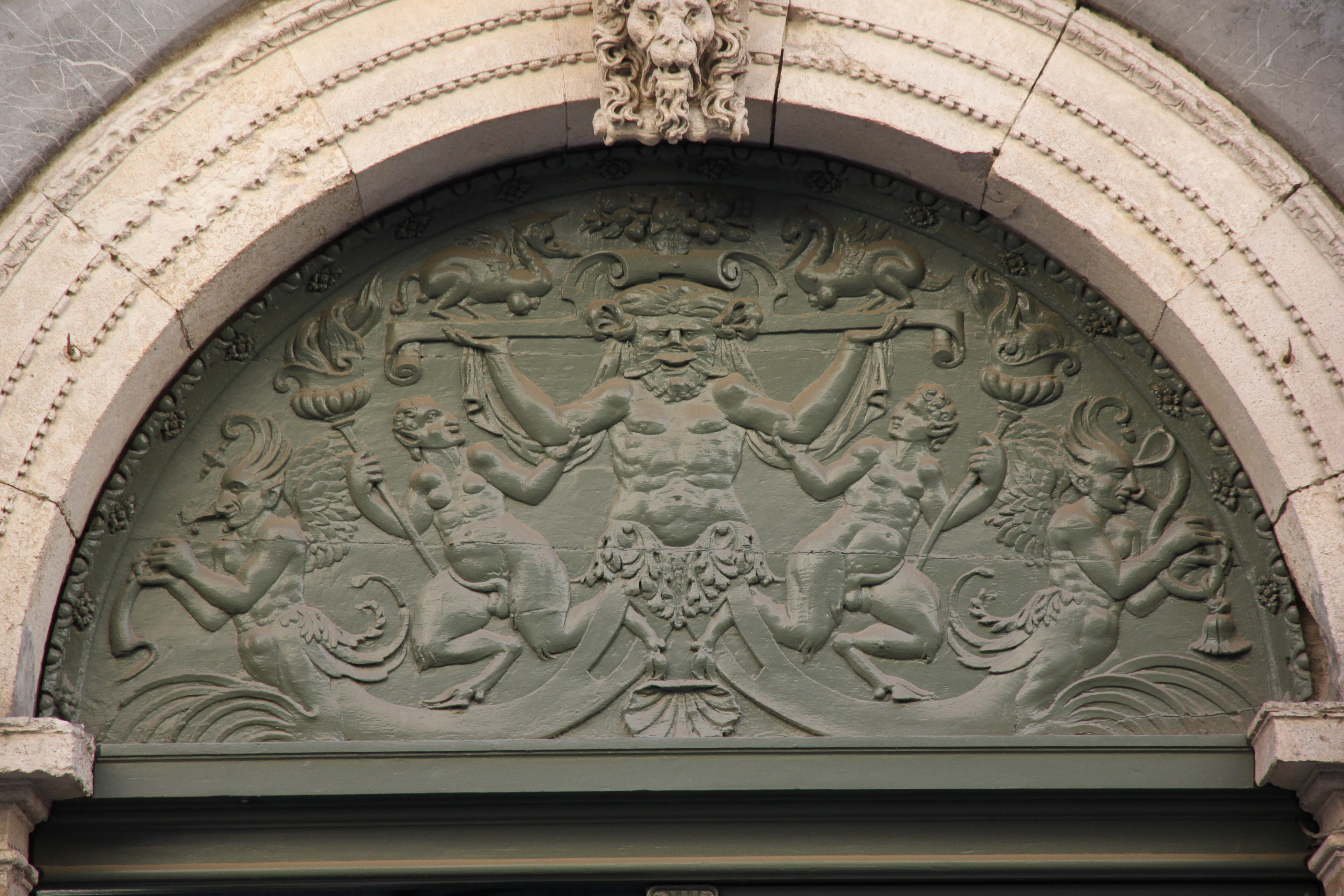
Tympan.
Vue d'ensemble de la première cour.
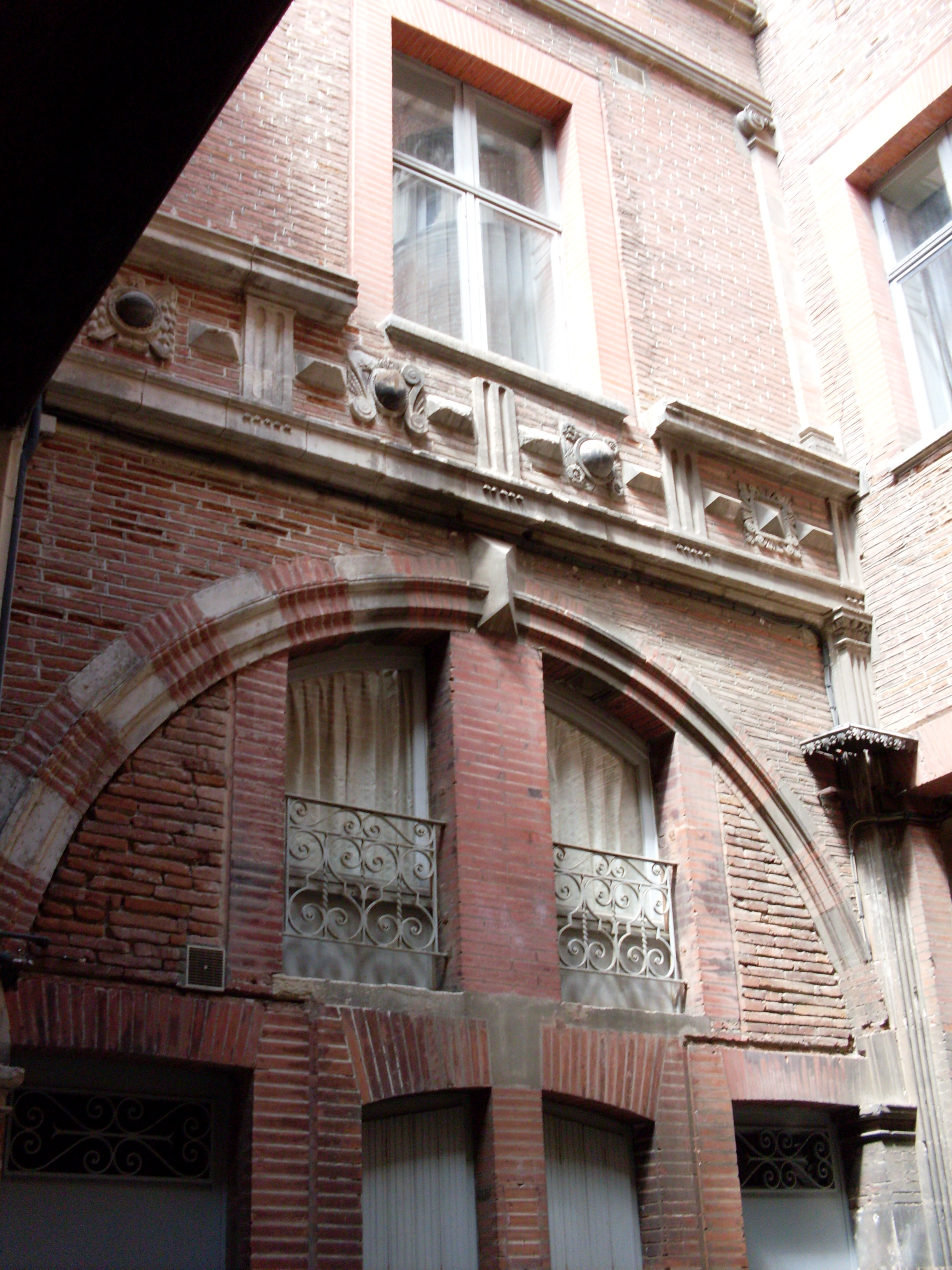
Détail des marbres de la première cour.
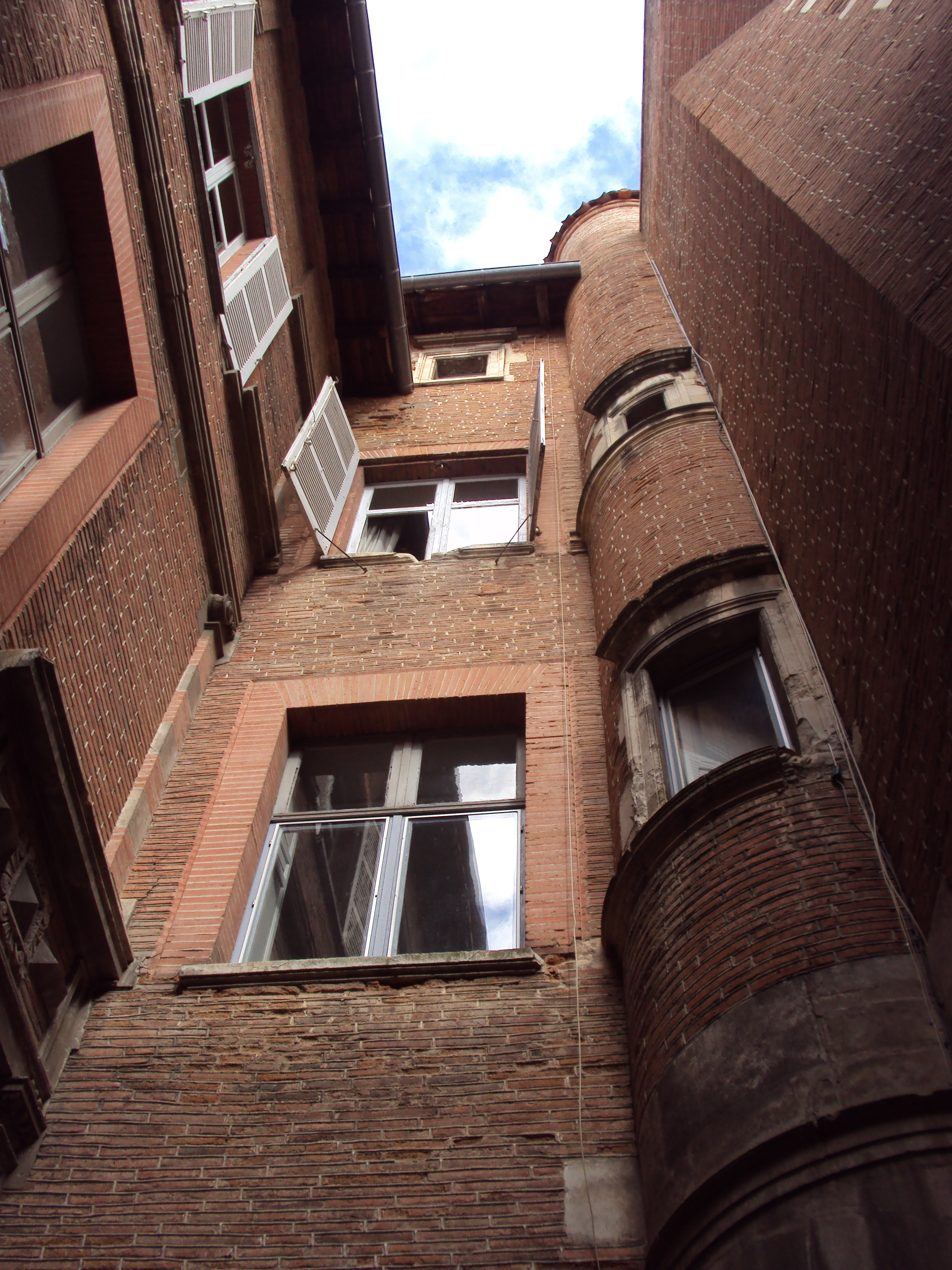
Tour d'escalier au fond de la première cour.
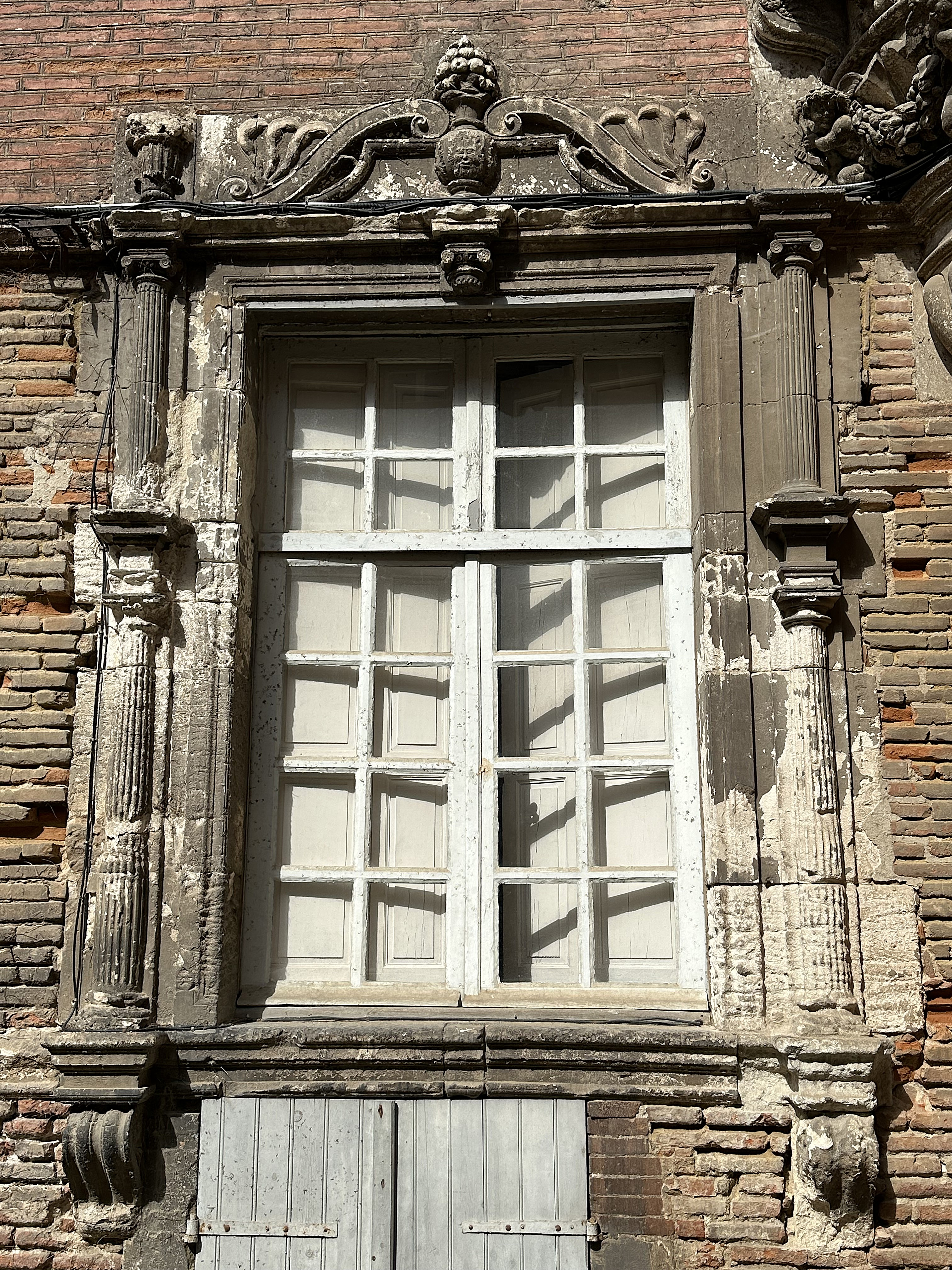
Fenêtre Renaissance dans la cour.
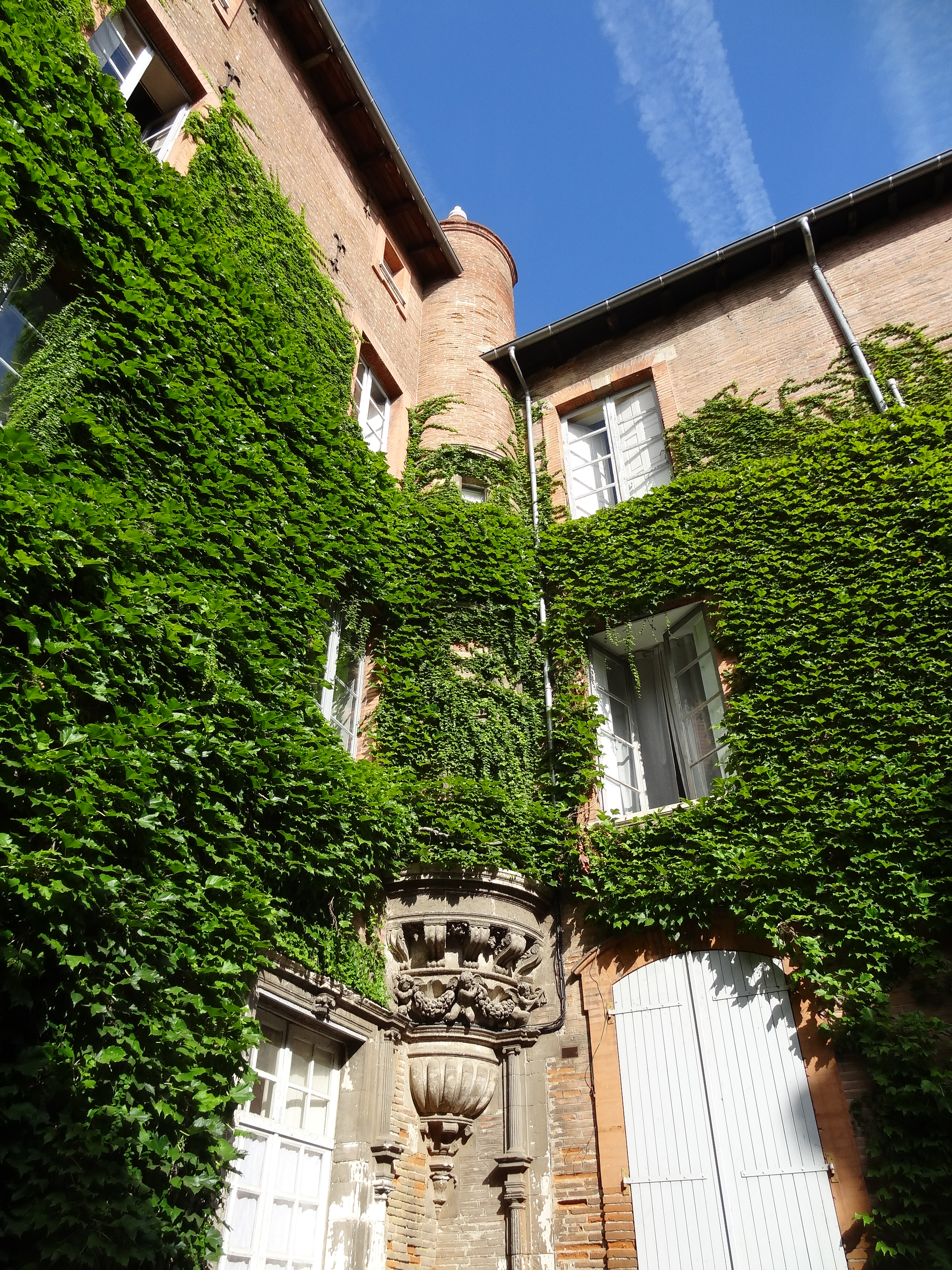
Tourelle d'angle en encorbellement de la deuxième cour.
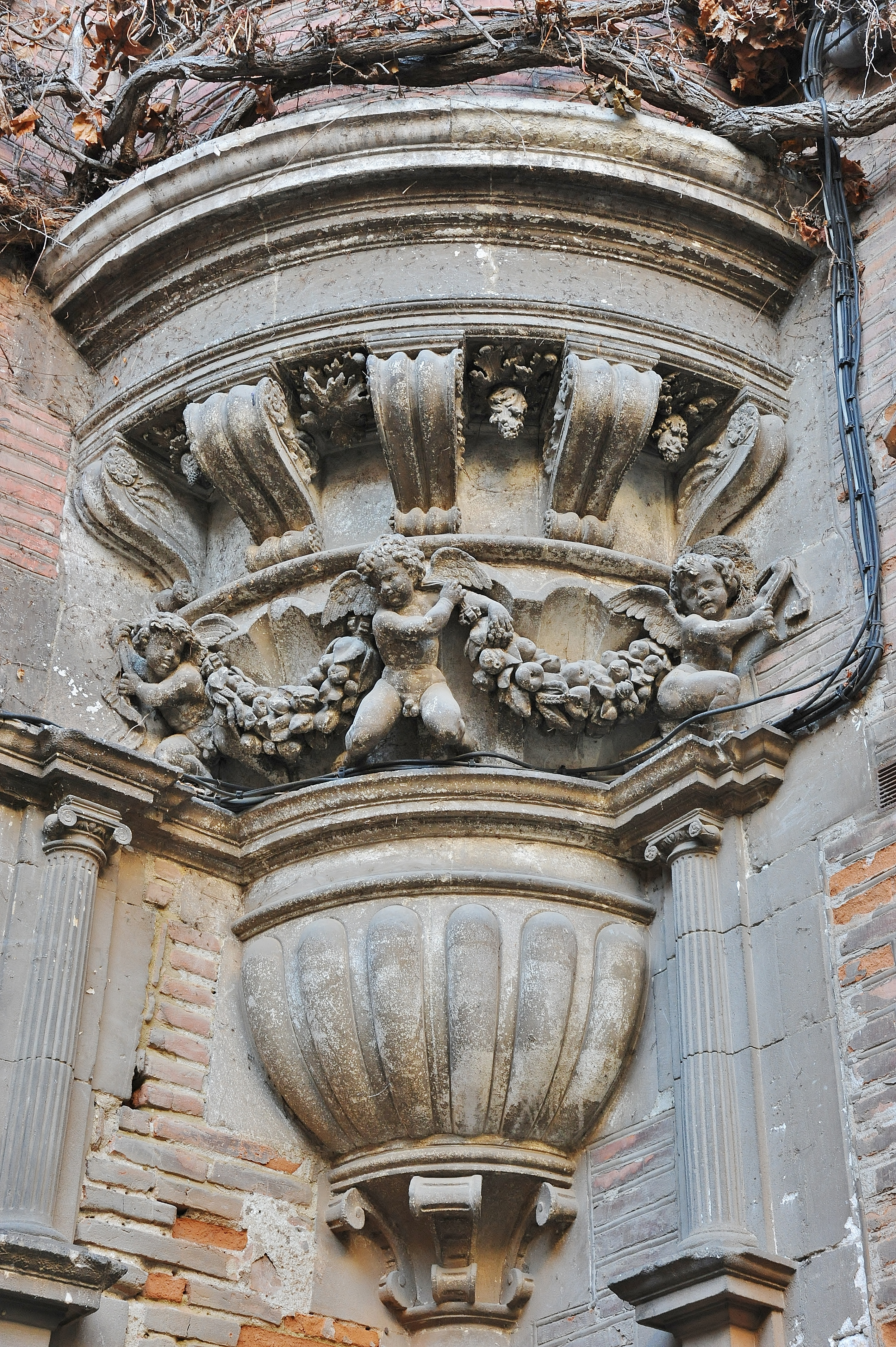
Cul-de-lampe de la tourelle dans la cour.
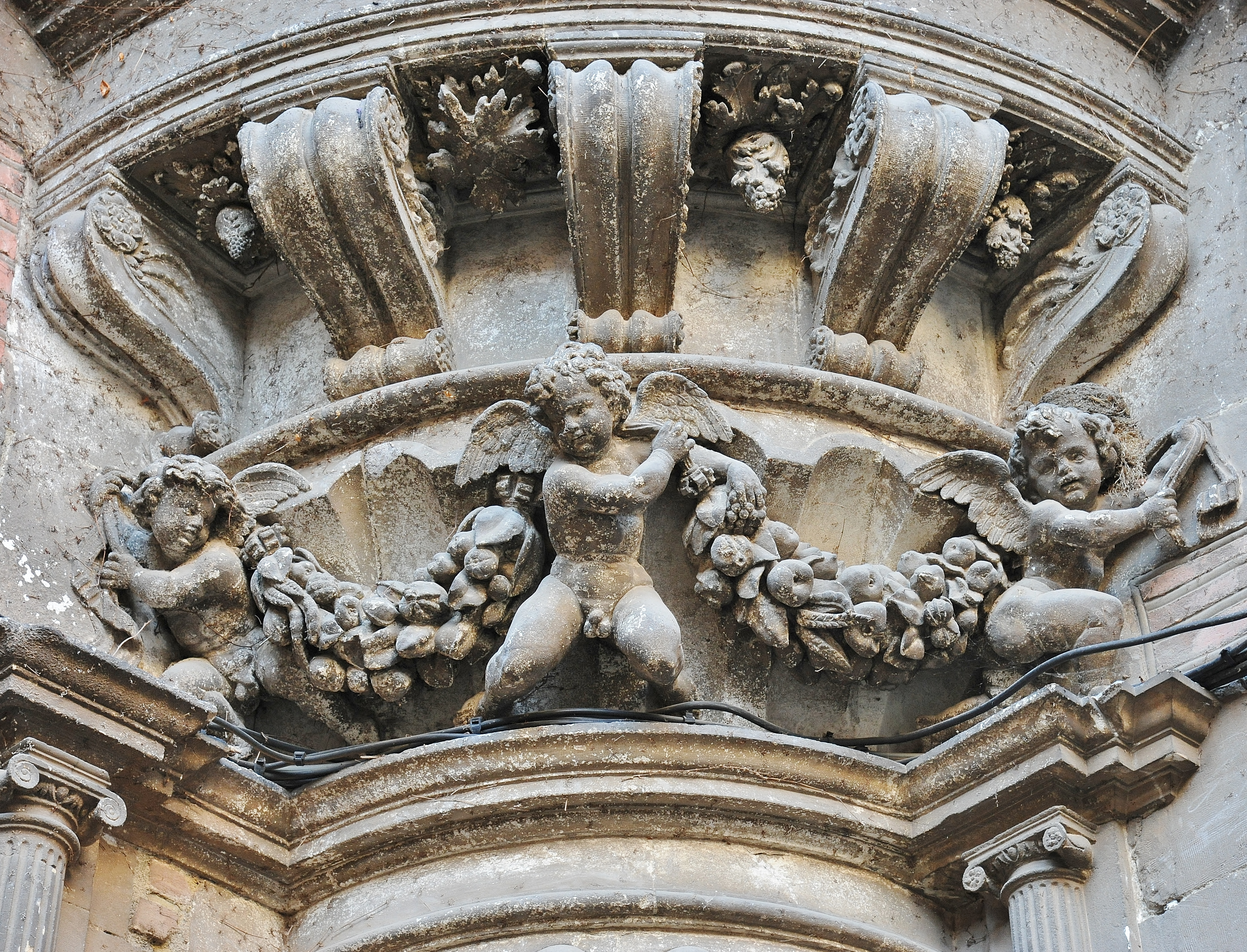
Putti sur le cul-de-lampe de la tourelle.
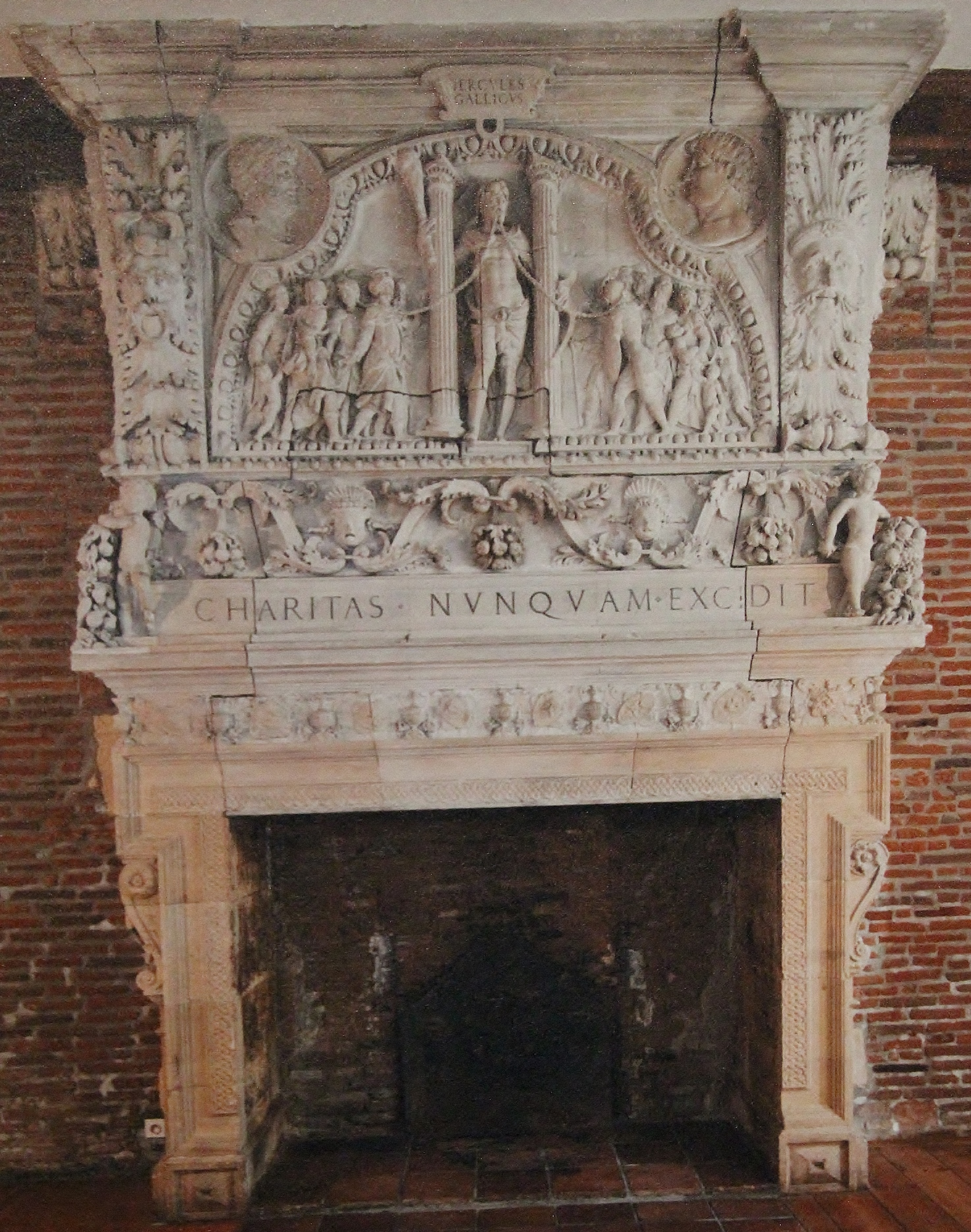
Cheminée représentant l'Hercule gaulois.